# Anton Sailer
Anton Sailer (n. 17 ianuarie 1820, Arad, Imperiul Austriac – d. 10 iulie 1904, Timișoara, Austro-Ungaria) a fost un comerciant și filantrop șvab bănățean, care a trăit cea mai mare parte a vieții la Timișoara, unde s-a remarcat acumulând o avere însemnată din distribuirea de mărfuri. În același timp a donat o mare parte din avere pentru înființarea spitalului de copii, institutului pentru orbi și aziluri pentru săraci și bătrâni. 
În 1902 împăratul Franz Joseph i-a acordat Crucea de Merit Civil, cu coroană, iar Primăria Municipiului Timișoara a denumit o stradă după el (actual: Spl. N. Titulescu). În prezent o altă stradă din Timișoara îi poartă numele, însă scris greșit.
Statuia lui Anton Sailer, lucrare a sculptorului Miklós Ligeti, a fost dezvelită în fața Spitalului de Copii în data de 25 aprilie 1904. Terenul pe care a fost construită clădirea spitalului a constituit o donație a sa.
Mormântul lui Anton Sailer se află în cimitirul din Iosefin (Josefstadt) - actualmente cimitirul din Calea Șagului.